# Организация Договора о всеобъемлющем запрещении ядерных испытаний
Организация договора о всеобъемлющем запрете ядерных испытаний (ОДВЗЯИ) будет создана со вступлением ДВЗЯИ в силу, её штаб расположится в Вене. Она будет заниматься верификацией запрета на ядерные испытания и оперировать всемирную мониторинговую систему. Подготовительная комиссия ОДВЗЯИ работает в Вене с 1997 года.

## История
Договор был принят Генеральной Ассамблеей ООН 24 сентября 1996 года в Нью-Йорке, после чего был открыт к подписанию. В первый день 71 страна подписала Договор. 10 октября 1996 года Фиджи стали первым государством, ратифицировавшим договор.
Договор вступит в силу через 180 дней после ратификации всеми 44 государствами, определёнными Международным агентством по атомной энергии.
По состоянию на 2019 год 168 государств ратифицировали договор, всего документ подписали 184 государства. Для вступления договора в силу необходимо, чтобы он был ратифицирован странами потенциально имеющими возможности создания ядерного оружия и странами, имеющими ядерное оружие. На основе сведений Международного агентства по атомной энергии в перечень входят 44 государства, 36 из которых ратифицировали договор, в том числе Россия. От ратификации договора отказались: Израиль, США, Иран, КНДР, Китай, Египет, Индия, Пакистан.

## Состав системы мониторинга
Мониторинговая система будет состоять из:
- 50 основных и 120 вспомогательных станций сейсмического мониторинга
- 11 гидроакустических станций для мониторинга акустических волн в мировом океане
- 60 инфразвуковых станций с микробарографами для мониторинга низкочастотных звуковых волн
- 80 радионуклидных станций с заборщиками воздуха для мониторинга радиоактивных частиц от ядерных взрывов
- 16 радионуклидных лабораторий для анализа собранных проб воздуха

Собранные данные будут передаваться в международный дата-центр в Вене через спутниковую (VSAT) сеть. Страны-члены будут иметь равный и прямой доступ к сырым данным, и к обработанным.